# Aleksandrs Koliņko
Aleksandrs Koliņko (Riga, 18 de junho de 1975) é um ex-futebolista letão que jogava como goleiro. Atualmente é treinador de goleiros no Shakhtyor Salihorsk.

## Carreira
Koliņko iniciou sua carreira em 1994, no Interskonto Riga, que seria renomeado Skonto-Metāls no ano seguinte. Jogou ainda 5 temporadas pelo Skonto, quando mudou-se para o futebol da Rússia em 2000. No país vizinho, vestiu as camisas de Rostov, Rubin Kazan, Spartak Nalchik e Baltika Kaliningrado. Teve passagem ainda pela Inglaterra, atuando pelo Crystal Palace, além de ter integrado o elenco do Dínamo Bucareste, porém não jogou nenhuma vez pelo clube romeno.
Representou ainda, em seu país natal, o RFS/Olimps, o Ventspils e o Spartaks Jūrmala, onde parou de jogar em 2015, aos 40 anos, quando virou técnico da equipe em substituição a Roman Pylypchuk. Em 2016, acumulou os cargos de auxiliar e treinador de goleiros. Deixou o Spartaks em 2017, assinando com o Shakhtyor Salihorsk para ser preparador de goleiros da equipe.

## Seleção Letã
Estreou pela Seleção Letã em julho de 1997, contra a Estônia. Com a aposentadoria de Oļegs Karavajevs em 1999, virou titular absoluto da equipe. O ponto alto de sua carreira internacional foi o jogo contra a Alemanha, pela Eurocopa de 2004 (a primeira competição oficial da Letônia como país independente), evitando que o Nationalelf marcasse gols.
Perdeu a titularidade em 2011, quando Deniss Romanovs, Pāvels Doroševs e Germans Māliņš alternavam-se no gol da seleção. Voltaria a ser convocado em 2013, para enfrentar a Grécia pelas eliminatórias da Copa de 2014. Apesar da derrota por 1 a 0, o goleiro destacou-se com grandes defesas, impedindo uma goleada mesmo aos 38 anos de idade.
Sua despedida foi num amistoso contra a Ucrânia, em março de 2015, que terminou empatado em 1 a 1. Em 18 anos de Seleção, Koliņko participou de 94 jogos.

## Links
- Aleksandrs Koliņko em National-Football-Teams.com